# وسنی
وسنی (به فرانسوی: Vasseny) یک کمون در فرانسه است که در پیکاردی واقع شده‌است.

## خصوصیات
وسنی ۳٫۱۸ کیلومترمربع مساحت و ۲۰۴ نفر جمعیت دارد و ۵۱ متر بالاتر از سطح دریا واقع شده‌است.